# Fraccionamiento la Tortolita
Fraccionamiento la Tortolita är en ort i Mexiko.   Den ligger i kommunen Santiago Astata och delstaten Oaxaca, i den sydöstra delen av landet, 500 km sydost om huvudstaden Mexico City. Fraccionamiento la Tortolita ligger 53 meter över havet och antalet invånare är 124.
Terrängen runt Fraccionamiento la Tortolita är kuperad norrut, men söderut är den platt. Havet är nära Fraccionamiento la Tortolita åt sydost.  Närmaste större samhälle är Zanjón y Garrapatero, 18,5 km öster om Fraccionamiento la Tortolita. I omgivningarna runt Fraccionamiento la Tortolita växer huvudsakligen savannskog.